# Freedom (film 2000)
Freedom è un film del 2000 scritto e diretto da Šarūnas Bartas.
È stato presentato in concorso alla 57ª Mostra internazionale d'arte cinematografica di Venezia.

## Trama
Tre sconosciuti che non parlano la stessa lingua (due uomini e una ragazza) si trovano dispersi sulla costa desolata di un anonimo paese nordafricano quando la guardia costiera locale spara sul loro barcone e lo affonda, uccidendo un quarto passeggero. I tre decidono quindi di riparare all'interno, attraversando un deserto popolato da figure mute e impassibili.

## Riconoscimenti
- 2000 – Mostra internazionale d'arte cinematografica di Venezia[2]
  - In concorso per il Leone d'oro